# Pararhodobates syriaca
Pararhodobates syriaca är en fjärilsart som beskrevs av Lederer 1857. Pararhodobates syriaca ingår i släktet Pararhodobates och familjen äkta malar.
Artens utbredningsområde är Syrien. Inga underarter finns listade i Catalogue of Life.